# NUMBER GIRL
NUMBER GIRL（Nanbā Gāru），日本另类摇滚乐队。1995年8月在福冈组成，2002年11月30日解散。2019年2月15日宣布重新组成。现在所属唱片公司为环球音乐，所属唱片为USM JAPAN，所属经纪公司为Eight Beater。2022年12月9日最后演出，12月11日再次解散。

## 名称的由来
乐队名称是由“Number 5”（源于披头士乐队的合辑）与“Cowgirl”（源于尼尔·杨的歌曲“Cowgirl In The Sand”）组合而成。其中，“Number 5”是向井最初在宅录时代所自称的个人组合名称，“Cowgirl”是之后想要一起组队的人们以前所组过乐队的名称。
除了向井以外，其余的解散当时的最终成员（向井、田渊、中尾、鰰泽）都是中途加入。严格来说，Number Girl现在的初始成员只有向井。实质上的旧成员至今尚不明确。

## 历史
1995年，在乐队结成之前进行宅录的向井秀德决心组成乐队，邀请当时在Livehouse负责照明工作的中尾宪太郎加入。中尾看到live之后觉得要组的话一定要有田渊ひさ子，就这样田渊也被叫来了。之后，从前就看中鰰泽亚人的打鼓风格的向井，一听说他退出之前参加的乐队就邀请他加入，现在的成员就此聚齐了。成立之初，在福冈当地以チェルシーQ等活动为中心积极开展活动的同时，还制作以及出售1996年的《Atari Shock》、1997年的《omoide in my head》等自主制作的盒式磁带。1997年11月，通过羽生和仁主办的福冈当地的唱片公司automatic kiss发布第一张专辑《SCHOOL GIRL BYE BYE》。与SUPERCAR和くるり等一起被称为“97世代”。
1998年到东京发展，自此进行了近40场的live。第二年也成功地在美国德克萨斯州的奥斯汀举办live。东芝EMI的制作人子安听了《SCHOOL GIRL BYE BYE》后，通过电话向automatic kiss的羽生打听Number Girl，以此为契机，Number Girl与东芝EMI签约。1999年5月，发表了正式出道的单曲《透明少女》，1999年7月发表了第1张专攻主流市场的专辑《School Girl Distortional Addict》。之后参加RISING SUN ROCK FESTIVAL并与bloodthirsty butchers巡回演出，其后又完成了一系列的live，并发布了原封不动地将此系列最后一场live收录的live专辑《シブヤROCKTRANSFORMED状態》。
正式出道后的第2张单曲《DESTRUCTION BABY》起用Dave Fridmann（Mercury Rev的贝斯手）为制作人，在美国纽约州的弗雷多尼亚进行制作。第3张专辑《SAPPUKEI》亦是由Dave Fridmann制作。《SAPPUKEI》发布后，又完成了《Number Girl Tour Sappuke》。之后参加eastern youth主持的对盘 live《極東最前線》与ROCK IN JAPAN FESTIVAL，还进行着与bloodthirsty butchers 的巡回演出《Harakiri Kocorono Tour》，个人巡回演出《Inazawa chainsaw》等大量的live。精力充沛的live持续到2001年，期间发布了live记录作品《騒やかな演奏》与live会场限定发售的盒式磁带《記録シリーズ》。
2001年末，开始录制作为录音室专辑的最后1张专辑《NUM-HEAVYMETALLIC》。Dave Fridmann第3次作为制作人受邀制作，在经历跨年的2次赴美后，终于看到成功。
2002年4月，发布《NUM-HEAVYMETALLIC》的Number Girl进行全国巡回演出，同年9月在官网上突然宣布解散。发表的解散理由，说明“中尾希望退出Number Girl。乐队成员及工作人员的谈话结果，是向井、田渊、中尾、鰰泽达成一致的共识”。Number Girl在解散发表前计划了在全国6处举行巡回演出《NUM-無常の旅》，在最后1天的札幌PENNY LANE的live后解散。这场演奏作为最后一场live，收录在已发行的live专辑《サッポロ OMOIDE IN MY HEAD 状態》。
值得一提的是，解散的巡回演出本来预定作为巡回live而进行的，但因为宣布解散之突然，最后一场live无意中举办于小型Livehouse。因此，最后一场live的门票在网络拍卖中以高价买卖。
Number Girl解散后，成员仍继续各自的音乐活动。
2019年2月15日，由解散时的成员重新组成乐队，并宣布同年8月在RISING SUN ROCK FESTIVAL举行live活动。当时发表出来的向井的注释表示“可能的话，想来几次”。

## 音乐性
普遍认为Number Girl受到小妖精乐队等另类摇滚的影响，亦即在所谓的吉他摇滚的源流中，向井的主唱也以这样的吉他摇滚风格的喊唱为中心。从1999年发表的单曲《DESTRUCTION BABY》开始，使用dub、雷鬼式的音响处理。此外，向井也在合辑《極東最前線》收录的“TOKYO FREEZE”中展现了其独特的说唱的主唱风格。在最后的专辑《NUM-HEVYMETALLIC》中，也展现了引入祭囃子的和风要素的音乐。

## 宣传影像
Number Girl的MV大部分是由向井导演的，这些MV是以“新日本現代映画”的名义表示出来。除了实拍影像，这些MV也有使用向井所画的漫画。这些MV主要使用16mm的胶卷映像进行拍摄，因为向井觉得胶卷是最棒的,，可以营造阴森森的影像氛围。

## 媒体出演
正式出道之初，在音乐专门频道VIEWSIC（现在为MUSIC ON! TV）与SPACE SHOWER TV中出演，这2家电视局也经常剪辑Number Girl特辑。地上波方面，也经常被NHK报道。
2002年，在读卖电视台制作・日本电视台系列的电视剧《私立探偵 濱マイク》第5话中作为嘉宾出演。

## 成员
- 向井秀德（日语：／ Mukai Shūtoku，1973年10月26日（51歲）），出生于佐贺县三养基郡北茂安町（现三养基町），担任主唱、吉他。
- 田渊久子（日语：／ Tabuchi Hisako，1975年12月9日（49歲）），出生于福冈县福冈市，担任吉他。
- 中尾宪太郎（日语：／ Nakao Kentarō，1974年6月17日（50歲）），出生于福冈县北九州市，担任贝斯。
- 鰰泽亚人（日语： Ahito Inazawa，1973年6月6日（51歲）），出生于福冈县糟屋郡须惠町，担任爵士鼓。

## 作品

### 盒式磁带
- Atari Shock （1996年2月）
- Omoide in my head （1996年6月）

## 脚注
1. ↑  市川哲史、藤谷千明, すべての道はV系へ通ず。. . シンコーミュージック・エンタテイメント. : 359页. ISBN 978-4-401-64639-5.
2. ↑  音楽ナタリー. . 2019年2月15日  [2019年2月15日]. （原始内容存档于2019年2月15日）.
3. ↑  大鷹俊一, SCHOOL GIRL DISTORTIONAL ADDICT. . 1999年5月15日.
4. ↑  . web.archive.org. 2002-09-23  [2019-06-16]. 原始内容存档于2002-09-23.
5. ↑  . rockinon.com.   [2019-06-16]. （原始内容存档于2019-06-16） （日语）.